# Shouni
Shouni est un fils de Gad fils de Jacob et de Zilpa. Ses descendants s'appellent les Shounites.

## Shouni et ses frères
Shouni a pour frères Tsiphiôn ou Tsephôn, Haggui, Etsbôn ou Ozni, Éri, Arodi ou Arod, Aréli,.

## Shouni en Égypte
Shouni part avec son père Gad et son grand-père Jacob pour s'installer en Égypte au pays de Goshen dans le delta du Nil.
La famille des Shounites dont l'ancêtre est Shouni sort du pays d'Égypte avec Moïse,.